# Arge rustica

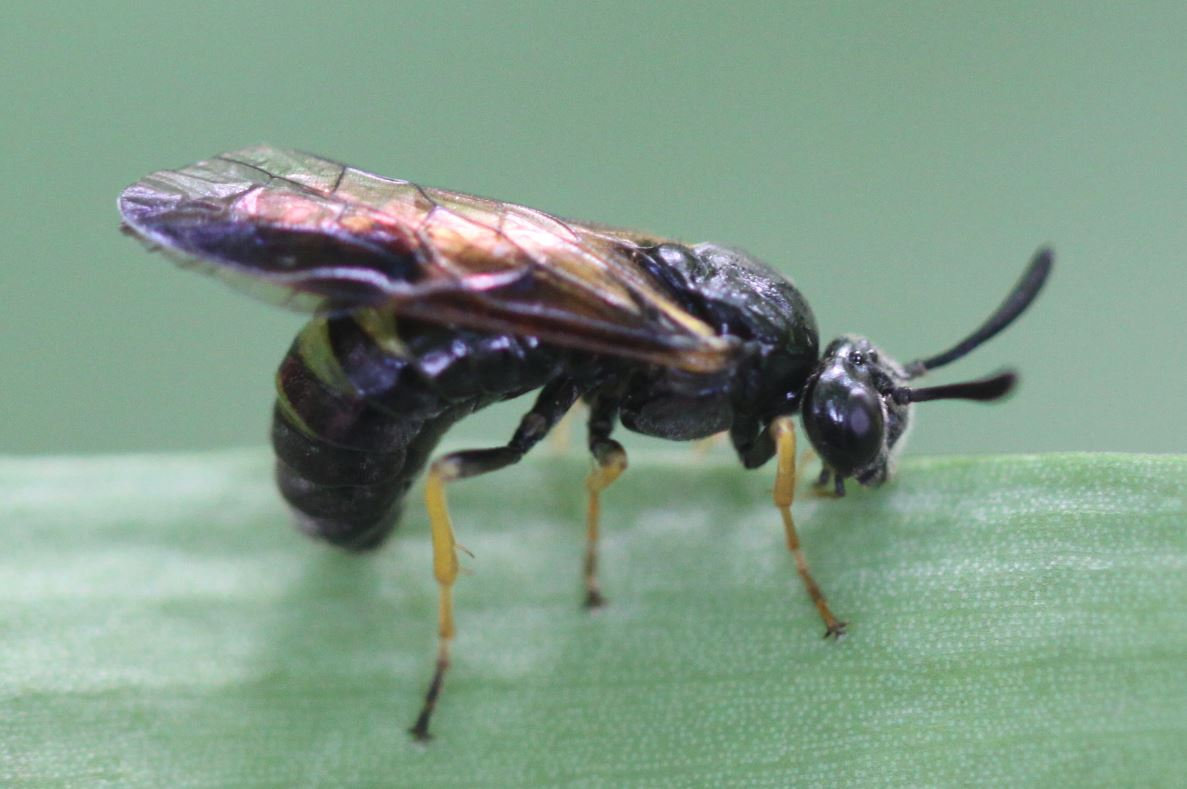
Weibchen, Seitenansicht

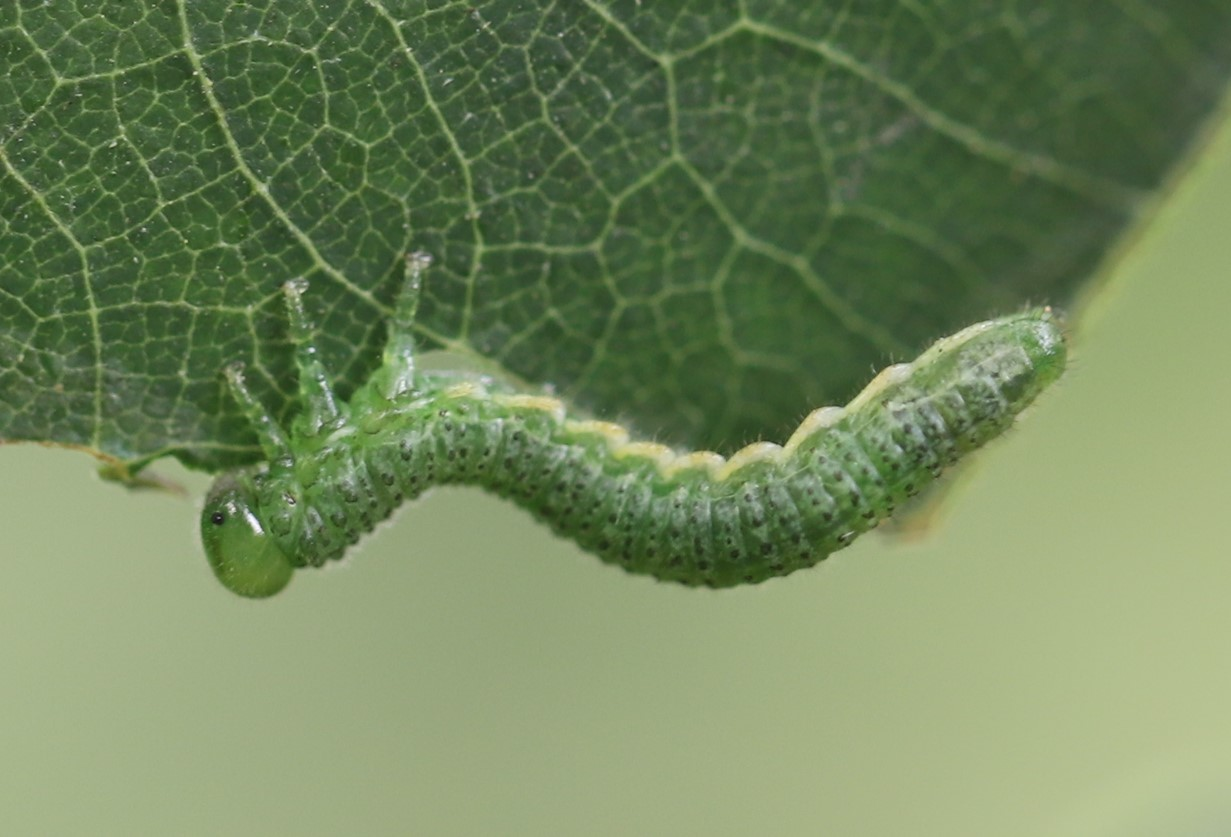
Larve, Anfang Juli, am Blatt einer Stieleiche fressend

Arge rustica ist eine Pflanzenwespe aus der Familie der Bürstenhornblattwespen. Sie ist eine von 18 Arten der Gattung in Deutschland.

## Merkmale
Die Pflanzenwespen erreichen eine Länge von 9 bis 11 Millimetern. Kopf, Thorax und Fühler sind schwarz gefärbt. Der Hinterleib der Männchen ist vollständig schwarz. Bei den Weibchen ist der hintere Teil der Tergite gelb. Die Fühler der Männchen weisen auf der Unterseite feine Härchen auf. Die Femora sind schwarz. Die Tibien sind gelb. Die Tarsen sind überwiegend gelb. Die Vorderflügel weisen entlang dem äußeren Vorderrand zwischen Flügelmal und Flügelspitze eine breite Verdunkelung auf.
Die Larven sind grün gefärbt. Auf der Körperoberseite weisen sie kleine dunkle Flecke auf, entlang den Seiten verläuft ein weißlich-gelbes Band. Sie erreichen eine Körperlänge von 13 mm oder mehr.

## Ähnliche Arten
- Arge ustulata – Das Flügelmal ist nicht einfarbig;[2] Es befindet sich ein Fleck auf Höhe des Flügelmals.[2]

## Verbreitung
Die Art ist in Europa weit verbreitet. Im Norden reicht das Vorkommen bis nach Südschweden und nach England. Nach Osten reicht ihr Vorkommen bis nach Kleinasien, in den Kaukasus und in den Fernen Osten Russlands.

## Lebensweise
Die Pflanzenwespen beobachtet man von Mai bis Juli. Den typischen Lebensraum von Arge rustica bilden Waldränder und Hecken. Die Imagines ernähren sich von den Pollen und vom Nektar verschiedener Doldenblütler wie Wiesen-Kerbel, Wiesen-Bärenklau oder Bärwurz. Die Weibchen legen nach der Paarung ihre Eier an den Wirtspflanzen ab. Zu diesen zählen Eichen, insbesondere die Stieleiche (Quercus robur). Die Larven fressen entlang dem Blattrand der Wirtspflanzen. Man beobachtet sie im Sommer.